# Latodrepanus simonisi
Latodrepanus simonisi là một loài bọ cánh cứng trong họ Bọ hung (Scarabaeidae).